# Stoicorum Veterum Fragmenta
Stoicorum Veterum Fragmenta es una colección de Hans von Arnim de fragmentos y testimonios de los primeros  Estoicos, publicado en 1903-1905 como parte de la Bibliotheca Teubneriana. Incluye los fragmentos y testimonia de Zenón de Citio, Crisipo de Solos y sus seguidores inmediatos. Al principio, la obra constaba de tres volúmenes, a los que Maximilian Adler en 1924 añadió un cuarto, que contenía índices generales. Teubner reimprimió la obra completa en 1964.

## División del trabajo
- Volume 1 - Fragmentos de Zenón y sus seguidores
- Volume 2 - Fragmentos lógicos y físicos de Crisipo
- Volume 3 - Fragmentos éticos de Crisipo y algunos fragmentos de sus alumnos
- Volume 4 - Índices de palabras, nombres propios y fuentes